# Hemiscola aculeata
Hemiscola aculeata är en paradisblomsterväxtart som först beskrevs av Carl von Linné, och fick sitt nu gällande namn av Constantine Samuel Rafinesque. Hemiscola aculeata ingår i släktet Hemiscola och familjen paradisblomsterväxter. Utöver nominatformen finns också underarten H. a. cordobensis.